# 93. pehotna divizija (ZDA)
93. pehotna divizija (izvirno angleško 93rd Infantry Division) je bila pehotna divizija Kopenske vojske ZDA.

## Zgodovina
Divizija je bila januarja 1918 ustanovljena iz Afroameričanov, ki so prišli iz vseh zveznih držav ZDA. Kljub temu, da divizija še ni bila dokončno organizirana, so jo aprila istega leta poslali v Evropo. Tam se je udeležila bojev kot brigadna skupina.
Leta 1942 so divizijo reaktivirali.